# Recophora
Recophora là một chi bướm đêm thuộc họ Noctuidae.

## Các loài
- Recophora canteneri (Duponchel, 1833)
- Recophora beata (Staudinger, 1892)
- Recophora hreblayi Hacker & Ronkay, 2002